# Le Traître (Star Trek)
Pour les articles homonymes, voir Le Traître.
Le Traître (The Enterprise Incident) est le deuxième épisode de la troisième saison de la série télévisée Star Trek. Il fut diffusé pour la première fois le 27 septembre 1968 sur la chaîne américaine NBC.
L'Enterprise franchit la Zone neutre et se trouve confronté à l'agressivité des Romuliens. Le Capitaine Kirk et Monsieur Spock sont emmenés à bord du vaisseau romulien pour expliquer leurs intentions.

## Distribution

### Acteurs principaux
- William Shatner — James T. Kirk (VF : Yvon Thiboutot)
- Leonard Nimoy — Spock (VF : Régis Dubost)
- DeForest Kelley — Leonard McCoy
- James Doohan — Montgomery Scott
- George Takei — Hikaru Sulu
- Nichelle Nichols — Uhura
- Walter Koenig — Pavel Chekov

### Acteurs secondaires
- Majel Barrett - Infirmière Christine Chapel
- Joanne Linville - Commandante Romulienne
- Jack Donner - Sous-Commandant Tal
- Richard Compton - Officier Technique
- Robert Gentile - Technicien
- Mike Howden - Garde Romulien
- Gordon Coffey - Soldat Romulien
- Eddie Paskey - Lieutenant Leslie
- Roger Holloway - Lieutenant Lemli

## Résumé
L'Enterprise est dirigé par le capitaine Kirk vers un secteur qui viole la zone de neutralité des Romuliens. Ils sont alors entourés de plusieurs vaisseaux, notamment un vaisseau qui semble avoir la particularité de se rendre invisible aux senseurs. Kirk menace de faire exploser l'Enterprise si jamais les romuliens prennent possession du vaisseau. Il se téléporte, avec Spock à l'intérieur du vaisseau amiral romulien, afin de parlementer avec une commandante romulienne. Alors que Kirk ment en expliquant s'être retrouvé dans la zone par erreur, Spock, ne pouvant mentir, révèle que Kirk s'est délibérément déplacé dans cette zone.
Kirk, après avoir qualifié Spock de traître, est enfermé pour espionnage. Alors que la commandante ordonne au reste de l'équipage de l'Enterprise de se rendre, l'ingénieur Montgomery Scott alors responsable du vaisseau, refuse. Sur le pont du vaisseau romulien, Kirk se blesse en se heurtant contre le champ de force de sa cellule. Le Docteur McCoy est alors ramené de l'Enterprise afin de pouvoir le soigner. La commandante romulienne demande que Kirk soit déclaré comme mentalement inapte et souhaite que Spock prenne le contrôle de l'Enterprise. S'énervant, Kirk se jette sur Spock qui, en tentant de se défendre, utilise un coup mortel vulcain. Le Docteur McCoy déclare Kirk comme étant mort.
Invitant Spock dans ses quartiers, la commandante romulienne tente de le persuader de se joindre à la cause de son peuple. Elle estime que les humains sont inférieurs aux vulcains qui, par leur sang-froid, devraient être aux commandes des vaisseaux de Starfleet. Elle lui propose de se joindre aux romuliens qui ont, avec les vulcains, des racines communes. Elle tente de séduire Spock.
Au même moment, à l'intérieur de l'Enterprise, Kirk reprend conscience, le coup prodigué par Spock n'ayant rien de mortel. L'instabilité de Kirk, leur intrusion dans l'espace romulien et la traîtrise de Spock n'étaient qu'un plan visant à s'emparer du générateur d'invisibilité des romuliens. Alors que Spock est séduit par la commandante, Kirk s'introduit dans le vaisseau, après avoir subi un changement chirurgical afin de le faire ressembler à un romulien. Il vole le générateur et réussit à se téléporter à bord de l'Enterprise. Il demande alors à Scotty de brancher le générateur au vaisseau.
Avant de s'enfuir, l'équipage tente de téléporter Spock à l'intérieur de l'Enterprise, mais n'arrivant pas à le différencier, ils le téléportent ainsi que la commandante romulienne. L'Enterprise s'enfuit, mais ils sont rattrapés par la flotte romulienne. Alors qu'ils entrent en contact avec l'Enterprise, la commandante romulienne ordonne que le vaisseau de la fédération soit détruit même si elle est à son bord. Toutefois, Scotty réussit à enclencher le générateur d'invisibilité à temps et l'Enterprise parvient à s'enfuir.
Kirk ordonne que le vaisseau se pose sur la base spatiale la plus proche. Spock raccompagne la commandante romulienne vers sa prison et admet que même s'il est resté toujours fidèle à la fédération, il a failli succomber aux tentations qu'elle lui promettait.

### Continuité
- Les événements de cet épisode sont référencés dans la série Star Trek : The Next Generation.
- C'est le deuxième et dernier épisode de la série à faire apparaître des personnages romuliens.
- Dans le jeu vidéo Star Trek: Tactical Assault, une des missions de la fédération consiste à prendre les commandes d'un vaisseau utilisant le générateur d'invisibilité volé par le capitaine Kirk dans cet épisode.

## Production

### Écriture
Le scénario de l'épisode se base sur une réécriture de l'incident du Pueblo de janvier 1968, où un vaisseau américain, l'USS Pueblo, fut capturé par l'armée nord-coréenne après que celui-ci se soit retrouvé dans ses eaux territoriales. Son équipage, accusé d'espionnage fut emprisonné et torturé durant un an,.
Le script, initialement proposé par D.C. Fontana le 21 février 1968, fut réécrit de nombreuses fois jusqu'en juin 1968 avant d'être retravaillé par Arthur Singer et Fred Freiberger en juin 1968. Une ébauche de script expliquait que Spock embrassait la commandante romulienne en une "pluie de baiser sur chaque centimètre de peau au dessus de son épaule." Cet acte fut changé par deux mains qui se touchent sur insistance de Leonard Nimoy qui estimait que cela ne correspondait pas au caractère de Spock. Fontana désapprouvait ce passage qu'elle considérait comme faisant partie des réécritures qui ont dénaturé son script.
Originellement, Kirk et McCoy devait être déguisés en romuliens afin de s'introduire à l'intérieur du vaisseau,. Cela fut changé par le producteur Robert H. Justman qui pointa qu'outre le coût en maquillage, cela impliquait que McCoy pouvait pratiquer la chirurgie plastique sur lui-même, ce qui aurait été considéré comme dur à croire par les spectateurs.

### Tournage
Le tournage eut lieu du 19 au 26 juin 1968 au studio de la compagnie Desilu sur Gower Street à Hollywood, sous la direction du réalisateur John Meredyth Lucas. Le pont du vaisseau romulien est le même que celui de l'épisode Hélène de Troie et le générateur d'invisibilité est composé d'éléments venant des accessoires ayant servi à constituer Nomad dans l'épisode Le Korrigan et des sphères servant à enfermer les esprits dans Retour sur soi-même.

### Post-production
L'épisode est connu pour avoir réutilisé les modèles de vaisseaux de classe D7 utilisés par les Klingons afin de simuler l'apparition du nouveau vaisseau romulien. Les maquettes avaient d'ailleurs été utilisés lors de la post-production de l'épisode Hélène de Troie. Cela fut justifié par une ligne de dialogue expliquant que les romuliens ont échangé leur technologie avec les klingons. Deux justifications furent trouvées à cette réutilisation. Certains affirment que ce nouveau modèle venait d'être construit par Matt Jeffries et qu'il fut montré dans cet épisode pour pousser la vente de jouets dérivés. D'autres affirmes que les vaisseaux romuliens utilisés dans l'épisode Zone de terreur avaient été détruits. La version remasterisée sortie en 2008 donne à deux vaisseaux de la flotte romulienne l'apparence de vaisseaux klingons et l'apparence d'un vaisseau romulien au prototype vu dans cet épisode.
La musique de cet épisode fut composée par Alexander Courage.

## Diffusion et réception critique

### Diffusion américaine
L'épisode fut retransmis à la télévision pour la première fois le 27 septembre 1968 sur la chaîne américaine NBC en tant que deuxième épisode de la troisième saison.

### Diffusion hors États-Unis
L'épisode fut diffusé au Royaume Uni le 29 septembre 1971 sur BBC One.
En version francophone, l'épisode fut diffusé au Québec en 1971. En France, l'épisode est diffusé le 14 septembre 1986 lors de la rediffusion de l'intégrale de Star Trek sur La Cinq.

### Réception critique
Rétrospectivement D.C. Fontana est très critique sur cet épisode, estimant que la romance entre Spock et la commandante romulienne trahit complètement le caractère des personnages, que l'attitude de Kirk n'est pas la bonne. Elle critique aussi le design du générateur d'invisibilité qui dans sa tête devait être aussi petite qu'une pile et se retrouve être énorme à transporter.
L'épisode est plutôt apprécié des fans. Dans un classement pour le site Hollywood.com Christian Blauvelt place cet épisode à la 10e position sur les 79 épisodes de la série originelle trouvant que l'épisode offre de bonnes confrontations de personnages. Pour le site The A.V. Club Zack Handlen donne à l'épisode la note de B+ trouvant que l'épisode est plutôt solide et bien écrit si on excepte une troisième partie un peu bancale.

## Adaptations littéraires
L'épisode fut romancé sous forme d'une nouvelle de 21 pages écrite par l'auteur James Blish dans le livre Star Trek 4, un recueil compilant différentes histoires de la série et sorti en juillet 1971 aux éditions Bantam Books.
Plusieurs livres dérivés de la série, The Price of the Phoenix, My Enemy, My Ally et Vulcan's Heart donnent un nom et un destin différent à la commandante romulienne. Une suite fut même écrite sous la forme de comic-book par D.C. Fontana elle-même sous le titre de Star Trek: Year Four - The Enterprise Experiment aux éditions IDW Publishing en 2008.

## Éditions commerciales
Aux États-Unis, l'épisode est disponible sous différents formats. En 1988 et 1990, l'épisode est sorti en VHS et Betamax. L'épisode sortit en version remastérisée sous format DVD en 2001 et 2004.
L'épisode connu une nouvelle version remasterisée sortie le 5 avril 2008 : l'épisode fit l'objet de nouveaux effets spéciaux, notamment les plans de l'Enterprise et des vaisseaux vus de l'extérieur qui seront refait à partir d'images de synthèse. Elle donne aussi un design romulien au vaisseau dans lequel se déroule l'épisode au lieu de son design klingon initial. Cette version est comprise dans l'édition Blu-ray, diffusée en décembre 2009.
En France, l'épisode fut disponible avec l'édition VHS de l'intégrale de la saison 3 en 2000. L'édition DVD est sortie en 2004 et l'édition Blu-ray le 22 décembre 2009.